# Helena Shanahan
Helena Shanahan, född 16 juni 1942 i Solna, är en svensk professor emerita i vid institutionen för Mat, hälsa och miljö på Göteborgs universitet. Shanahan utnämndes den första juli 2004 till professor i hushållsvetenskap med inriktning mot hushållning och familjeekologi.
Helena Shanahan har en masterexamen i "Family Resource Managment" och en doktorsexamen i familjeekologi, båda vid universitetet i Michigan. Hennes avhandling om familjestorlek och familjeresurser gjorde hon delvis i södra Afrika. Samtidigt arbetade hon för FAO.
Sedan 1982 har hon arbetat vid institutionen för Mat, hälsa och miljö på Göteborgs universitet. Hon har varit med om att bygga upp forskarutbildningen vid institutionen, men också utbildningen i hemkunskap i bland annat Ryssland och Botswana. Hon har arbetat, och arbetar fortfarande, i tvärvetenskapliga forskarlag vid bland annat CFK, som är Sveriges största forskningscentrum inom frågor som rör konsumtion.